# Ибарра, Уго
У́го Бенхами́н Иба́рра (исп. Hugo Benjamín Ibarra; 1 апреля 1974, Эль-Колорадо, Формоса) — аргентинский футболист, правофланговый защитник клуба «Бока Хуниорс» и сборной Аргентины в 1990-е и 2000-е годы. Был капитаном «Боки Хуниорс». Один из самых титулованных футболистов на клубном уровне в истории мирового футбола, 4-кратный обладатель Кубка Либертадорес.

## Биография
Профессиональную карьеру Ибарра начал в клубе «Колон» в 1993 году. Тогда команда выступала во втором аргентинском дивизионе, а с 1995 года стала участвовать в Примере. С того же года Ибарра попал в список интересов «Боки Хуниорс», клуба, который позже Ибарра назовёт «своим домом».
После трёх успешных сезонов в Боке Ибарра перешёл в «Порту», где провёл 1 сезон. Не имея европейского паспорта, он был вынужден следующие 3 сезона провести по арендам в командах, где вопрос лимита на неевропейцев не стоял столь остро, как в «Порту» (в этом клубе традиционно относительно много южноамериканцев, особенно бразильцев). Первый сезон он провёл в аренде в «Боке». Будучи игроком «Монако», Ибарра дошёл до финала Лиги чемпионов 2003/04, где «Монако» уступил в финале как раз «Порту» со счётом 0:3.
В июле 2005 года Ибарра возвратился в «Боку Хуниорс», где являлся капитаном и живой легендой клуба. 18 апреля 2007 года Ибарра возвратился после некоторого отсутствия в состав сборной Аргентины — в товарищеском матче против Чили Ибарра выполнял роль капитана сборной. В 2010 году завершил профессиональную карьеру.
6 июля 2022 года был назначен исполняющим обязанности главного тренера «Боки Хуниорс» после увольнения Себастьяна Баттальи.

## Титулы
В качестве игрока
- Чемпион Аргентины (6): 1998 (Апертура), 1999 (Клаусура), 2000 (Апертура), 2005 (Апертура), 2006 (Клаусура), 2008 (Апертура)
- Обладатель Суперкубка Португалии (1): 2002
- Обладатель Кубка Либертадорес (4): 2000, 2001, 2003, 2007
- Обладатель Южноамериканского кубка (1): 2005
- Обладатель Межконтинентального кубка (1): 2000
- Обладатель Рекопы (3): 2005, 2006, 2008
- Финалист Лиги чемпионов УЕФА (1): 2004

В качестве тренера
- Чемпион Аргентины (1): 2022